# Saint-Philibert (Côte-d'Or)
Saint-Philibert is een gemeente in het Franse departement Côte-d'Or (regio Bourgogne-Franche-Comté) en telt 410 inwoners (1999). De plaats maakt deel uit van het arrondissement Dijon.

## Geografie
De oppervlakte van Saint-Philibert bedraagt 4,7 km², de bevolkingsdichtheid is 87,2 inwoners per km².
De onderstaande kaart toont de ligging van Saint-Philibert (Côte-d'Or) met de belangrijkste infrastructuur en aangrenzende gemeenten.

## Demografie
Onderstaande figuur toont het verloop van het inwonertal (bron: INSEE-tellingen).